# دایچی تاگامی
دایچی تاگامی (انگلیسی: Daichi Tagami؛ زادهٔ ۱۶ ژوئن ۱۹۹۳) بازیکن فوتبال اهل ژاپن است.
از باشگاه‌هایی که در آن بازی کرده‌است می‌توان به باشگاه فوتبال کاشیوا ریسول اشاره کرد.